# KF Shkupi
Maillots
Le Klubi Futbollistik Shkupi (en macédonien : Фудбалски клуб Шкупи), plus couramment abrégé en KF Shkupi, est un club macédonien de football fondé en 2012 et basé à Skopje, la capitale du pays.

## Histoire
Le club est fondé en 2012. 
Le club joue pour la première fois de son histoire en première saison macédonienne lors de la saison 2015-2016. Il est sacré pour la première fois champion de Macédoine du Nord lors de la saison 2021-2022.

## Bilan sportif

### Palmarès
| Compétitions nationales |
| --- |
| - Championnat de Macédoine du Nord (1) : - Champion : 2021-2022. - Vice-champion : 2020-2021 et 2022-2023. - Championnat de Macédoine de deuxième division (1) : - Champion : 2014-2015. |

### Bilan européen
Note : dans les résultats ci-dessous, le score du club est toujours donné en premier
| Saison    | Compétition             | Tour             | Club             | Domicile | Extérieur | Total |
| --------- | ----------------------- | ---------------- | ---------------- | -------- | --------- | ----- |
| 2018-2019 | Ligue Europa            | Premier tour Q   | Rangers FC       | 0 - 0    | 0 - 2     | 0 - 2 |
| 2019-2020 | Ligue Europa            | Premier tour Q   | FC Pyunik        | 1 - 2    | 3 - 3     | 4 - 5 |
| 2020-2021 | Ligue Europa            | Premier tour Q   | Neftchi Bakou    | N/A      | 1 - 2     | 1 - 2 |
| 2021-2022 | Ligue Europa Conférence | Premier tour Q   | Llapi Podujeve   | 2 - 0    | 1 - 1     | 3 - 1 |
| 2021-2022 | Ligue Europa Conférence | Deuxième tour Q  | CD Santa Clara   | 0 - 3    | 0 - 2     | 0 - 5 |
| 2022-2023 | Ligue des champions     | Premier tour Q   | Lincoln Red Imps | 3 - 0    | 0 - 2     | 3 - 2 |
| 2022-2023 | Ligue des champions     | Deuxième tour Q  | Dinamo Zagreb    | 0 - 1    | 2 - 2     | 2 - 3 |
| 2022-2023 | Ligue Europa            | Troisième tour Q | Shamrock Rovers  | 1 - 2    | 1 - 3     | 2 - 5 |
| 2022-2023 | Ligue Europa Conférence | Barrages Q       | KF Ballkani      | 1 - 2    | 0 - 1     | 1 - 3 |
| 2023-2024 | Ligue Europa Conférence | Premier tour Q   | FC Hegelmann     | 0 - 0    | 5 - 0     | 5 - 0 |
| 2023-2024 | Ligue Europa Conférence | Deuxième tour Q  | Levski Sofia     | 0 - 2    | 0 - 1     | 0 - 3 |

Légende
- Victoire ou qualification pour le tour suivant
- Match nul
- Défaite ou élimination de la compétition

## Personnalités du club

### Présidents
- Ejup Ademi

### Entraîneurs
- Qatip Osmani